# Xenia Suhinova
Xenia Vladimirovna Suhinova (rusă Ксения Владимировна Сухинова) (n. 26 august 1986, Nizhnevartovsk, Rusia) este un model din Rusia. Ea a fost în anul 2007 Miss Rusia iar în 2008 a fost desemnată în Johannesburg, Miss World.

## Biografie
În prezent, Suhinova locuiește în Tiumen, un oraș din regiunea Tiumen, Federația Rusă unde studiază la Universitatea de Petrol și Gaze Naturale.